# Chauchat
La Chauchat (se pronuncia 'shoh-shah') fue una ametralladora ligera empleada principalmente por el Ejército francés, aunque también por otros países, inclusive el ejército de los Estados Unidos, durante y después de la Primera Guerra Mundial. Su denominación oficial en el Ejército francés era Fusil-Mitrailleur Mle 1915 CSRG (Fusil Ametrallador Modelo 1915 CSRG, en francés). También era conocida como CSRG, siglas que corresponden a Chauchat, Sutter, Ribeyrolles y Gladiator —los tres primeros son los apellidos de los diseñadores y la última de ellas el nombre del fabricante francés de bicicletas Gladiator—. Se produjeron más de 260 000 unidades, siendo el arma automática más producida durante la Primera Guerra Mundial.
La Chauchat fue una de las primeras ametralladoras ligeras diseñadas para ser transportadas y disparadas por un soldado y un ayudante, sin un pesado trípode o un equipo de servidores. Creó un precedente para varios proyectos ulteriores de armas del siglo XX, al ser un arma automática portátil de bajo costo y producida en grandes cantidades. Combinaba un pistolete, una culata alineada con el cajón de mecanismos, un cargador extraíble de gran capacidad y un selector de fuego dentro de una estructura compacta y con un peso manejable (9,07 kg) para un solo soldado. Podía dispararse desde la cadera y también sobre la marcha.
Sin embargo, en las lodosas trincheras del norte de Francia, salieron a relucir una serie de problemas sobre su desempeño y fiabilidad. La mayoría de los problemas eran causados por los cargadores semicirculares con paredes perforadas, que causaron 2 de 3 de todos los bloqueos. Inmediatamente después de la guerra, los franceses la reemplazaron con la ametralladora ligera Châtellerault Mle 1924 y más tarde con la Châtellerault M29. La Fuerza Expedicionaria Estadounidense en Francia (AEF, por sus siglas en inglés) reemplazó a la Chauchat con el mucho mejor fusil automático Browning o BAR, que apareció en el frente del norte de Francia en septiembre de 1918, apenas dos meses antes del Armisticio del 11 de noviembre. La pobre reputación y el corto servicio de la Chauchat han hecho que varios expertos en armamento la describan como "la peor ametralladora empleada en la historia de la guerra". Los informes de la época, los recuerdos de los soldados y los Historiales de División (1917-1918) suelen tener un tono más moderado.

## Detalles del diseño

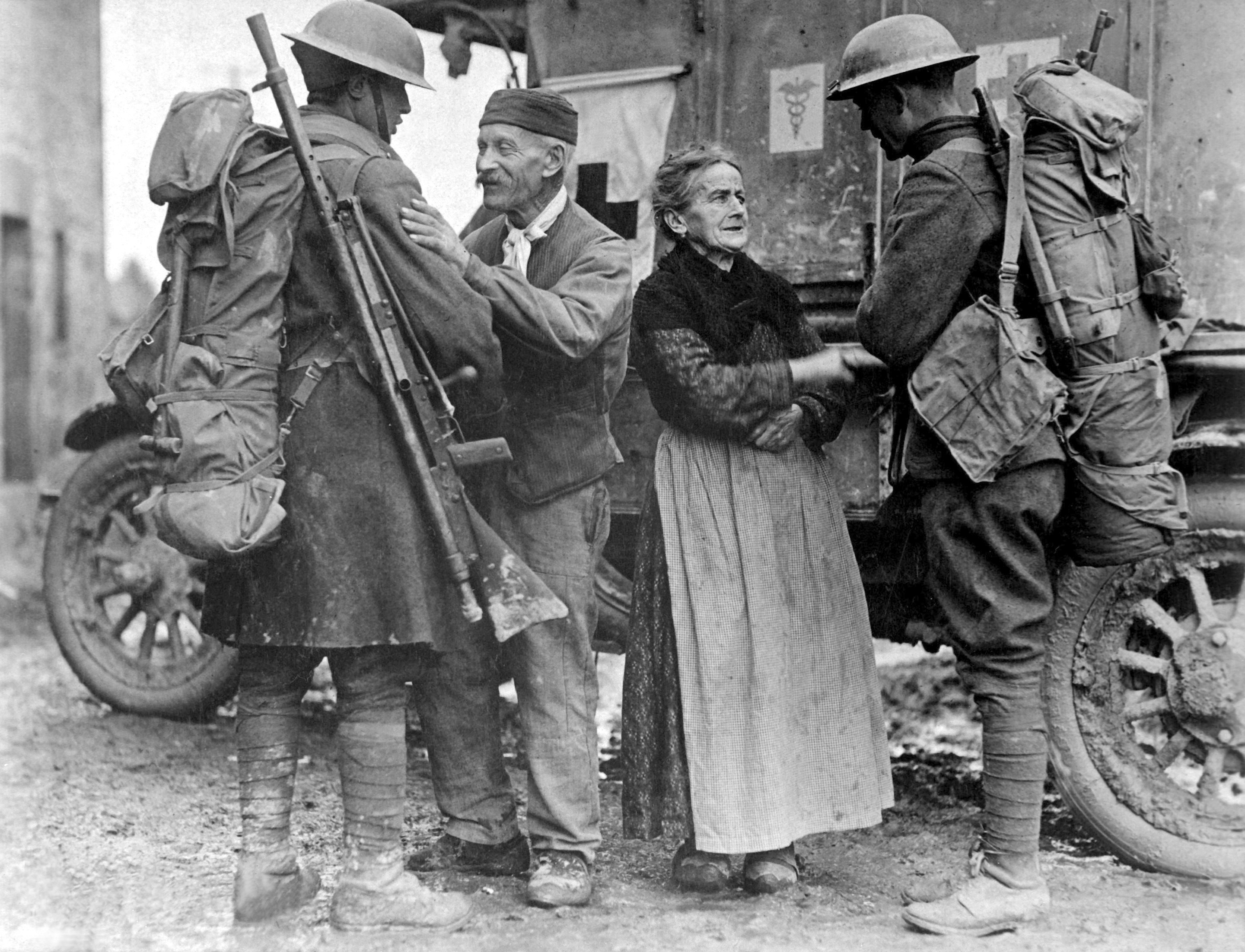
Soldados de los regimientos de Infantería 308.º y 166.º liberan un pueblo francés en 1918. El soldado de la izquierda lleva una Chauchat colgada del hombro.

La ametralladora ligera Chauchat funcionaba mediante una combinación de retroceso del cañón y recarga accionada por los gases del disparo. El principio de retroceso largo del cañón ya había sido empleado por el diseñador de armas húngaro Rudolf Frommer en su pistola Frommer Stop (1910) y algunos fusiles experimentales (1905). La cronología de las patentes indica que Rudolf Frommer y Louis Chauchat simplemente tomaron prestados los principios mecánicos del fusil semiautomatico que John Browning patentó el 16 de octubre de 1900 (US Patent 659786). Este fusil era el Remington Modelo 8 , que fue exitosamente comercializado (80 000) entre 1906 y 1936.

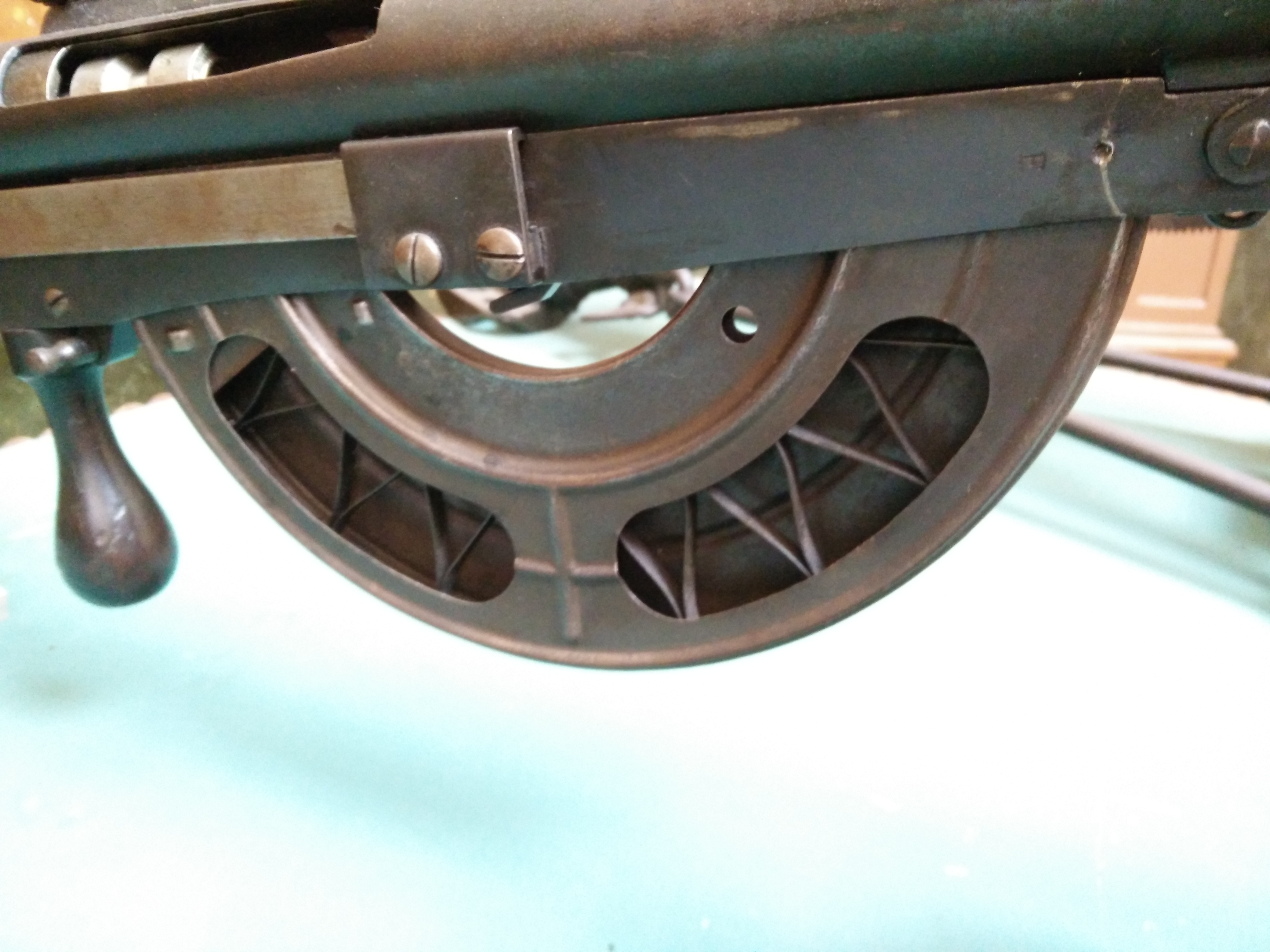
Acercamiento del cargador de una ametralladora Chauchat.

Browning también aplicó el principio del retroceso largo a escopetas semiautomáticas en 1907: la clásica "Browning Auto-5" y la "Remington Modelo 11". Estando al tanto de estos desarrollos para el mercado de armas civiles, el teniente coronel Louis Chauchat y el armero Charles Sutter del arsenal Atelier de Construction de Puteaux (APX) propusieron a partir de 1903 una ametralladora basada en el principio mecánico del fusil Remington Model 8. En 1908, esta fue llamada Fusil-Mitrailleur C.S. (Fusil Ametrallador C.S., en francés) y empleaba cartuchos 8 mm Lebel . Una versión mejorada de la "CS" fue probada en 1913, con resultados prometedores. Luego del inicio de la guerra en agosto de 1914, se observó que las armas automáticas eran un factor esencial para el éxito en el campo de batalla. El General Joffre, Comandante en Jefe, hizo presión para que se adoptara un arma automática portátil para la infantería. La única ametralladora ligera completamente probada y que empleaba el cartucho 8 mm Lebel era la "CS". Fue rápidamente denominada Fusil Mitrailleur Mle 1915 CSRG y adoptada en julio de 1915. La "R" en CSRG viene de Ribeyrolles, el propietario de la fábrica de bicicletas Gladiator ("G") que estaba situada en el aquel entonces suburbio parisino de Pre-Saint-Gervais. La fabricación de la CSRG comenzó allí a principios de 1916 y terminó en 1918. Otra fábrica de las afueras de París (SIDARME) también fabricó ametralladoras CSRG a inicios de 1917. La ametralladora Chauchat suministrada al ejército francés disparaba el cartucho 8 mm Lebel con una baja cadencia de 250 disparos por minuto. Con sus 9 kg (19,8 libras), la ametralladora era mucho más ligera que otras de su categoría de la época, tales como la MG08/15 (18 kg; 137,6 libras) y la Lewis (13 kg; 28 libras). Era un arma con selector de fuego, pudiendo disparar en modo semiautomático y automático. Antes que el retroceso de esta, su ergonomía la hacía difícil de maniobrar pero podía ser controlada por tiradores bien entrenados.
La ametralladora Chauchat estaba compuesta por piezas de diversa calidad. La camisa del cañón, así como las partes móviles del cerrojo, estaban hechas de acero macizo mediante un mecanizado preciso y eran totalmente intercambiables. Los cañones provenían de fusiles estándar Lebel, los cuales habían sido acortados en la boca. Las aletas de refrigeración del cañón eran de aluminio moldeado. Por otra parte, la extensión del cajón de mecanismos era un simple tubo, evidenciando la producción de bicicletas de la fábrica Gladiator antes de la guerra. Las otras piezas de la ametralladora estaban hechas en chapa de acero estampada de mediocre calidad. Los paneles laterales estaban fijados por tornillos que se podían aflojar tras disparar varias ráfagas seguidas. El alza y el punto de mira frecuentemente estaban mal alineados en las ametralladoras fabricadas por la Gladiator, creando problemas de puntería que debían ser resueltos por los soldados. El número exacto de Chauchat fabricadas entre 1916 y finales de 1918 es de 262 300. La empresa Gladiator fabricó 225 700 CSRG calibre 8 mm y 18 000 más del calibre 7,62 mm entre abril de 1916 y noviembre de 1918. Las ametralladoras Chauchat fabricadas por SIDARME generalmente tenían un mejor acabado y funcionamiento que las fabricadas por Gladiator. El ejército francés tenía una reserva de 63 000 ametralladoras CSRG poco antes del Armisticio.
Los estrategas franceses de la época consideraban inferior el desempeño de la Chauchat en comparación con la fiable ametralladora Hotchkiss M1914. Sin embargo, la Hotchkiss era una ametralladora media montada sobre un trípode, mientras que la Chauchat era una ametralladora ligera que podía producirse en masa con rapidez, bajo costo y en gran cantidad. Además nunca intentó reemplazar a la ametralladora pesada en el papel de defensa estática, sino ser un arma portátil que aumentaría el poder de fuego de las unidades de infantería al avanzar durante el asalto. Una considerable ventaja era el hecho que la Chauchat podía ser disparada mientras el soldado caminaba, al colgar la correa portafusil de esta en un gancho del correaje situado sobre el hombro izquierdo del soldado. Las otras ametralladoras ligeras disponibles en aquel entonces eran la Hotchkiss M1909 Benet-Mercie, la Madsen o la Lewis, pero ninguna de estas, excepto la Hotchkiss M1909, pudieron ser recalibradas con éxito para emplear el cartucho 8 mm Lebel.

## Desempeño en combate

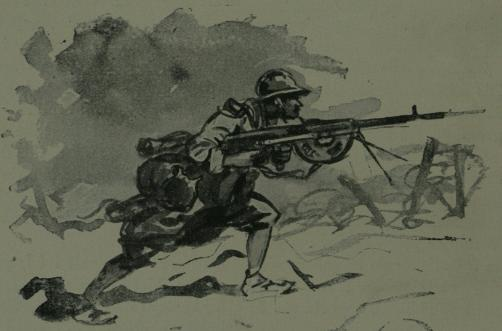
Ilustración de la ametralladora Chauchat en acción.

El desempeño de la Chauchat en el campo de batalla produjo diversas opiniones por parte de los usuarios cuando la guerra se estancó en el lodo de las trincheras en 1916. Esto se observó en una encuesta, hecha regimiento por regimiento, ordenada por el General Pétain a fines de 1916 - la conclusión básica de la encuesta era que los cargadores con paredes perforadas eran defectuosos y provocaron 2/3 de todos los bloqueos. Lodo, tierra y otras partículas entraban fácilmente en el arma a través de estos cargadores con paredes perforadas, un riesgo omnipresente en las trincheras y con un arma diseñada para dispararse en posición cuerpo a tierra. Su acción de retroceso largo del cañón es frecuentemente mencionada como una fuente de problemas para el tirador. Aunque pruebas actuales han demostrado que en realidad la mala ergonomía del arma y su bípode suelto, más no su retroceso que es manejable, dificultan fijar un blanco y solamente disparando ráfagas muy cortas. En algunas ametralladoras fabricadas por Gladiator, los mecanismos de puntería mal alineados hacían que el arma dispare continuamente muy bajo y hacia la derecha. El sobrecalentamiento tras disparar varias ráfagas seguidas (unos 400 disparos) dilataba la camisa del cañón a tal punto, que este ya no iba hacia adelante sino hasta que la ametralladora se haya enfriado. Por lo cual, tanto los manuales franceses como estadounidenses recomendaban disparar el arma en ráfagas cortas o en modo semiautomático, insistiendo en usar solamente cargadores en buen estado. Adicionalmente se les suministró a todos los soldados armados con la Chauchat cargadores más resistentes y fundas de lona para proteger el arma del lodo durante su transporte. Se observó que el equipo inicial de dos hombres era insuficiente y fue aumentado a cuatro hacia octubre de 1917 (el líder del equipo, el tirador, el auxiliar que llevaba los cargadores y un transportador de cargadores adicional). Más tarde, durante la primavera de 1918, la guerra se hizo en un ambiente menos lodoso y las ametralladoras tuvieron una mayor fiabilidad durante la ofensiva alemana. Además, los regimientos franceses de infantería habían sido reorganizados en múltiples grupos de combate pequeños ("Demi-Sections de Combat") compuestos por 18 hombres. En ellos figuraban un equipo completo de tiradores con una Chauchat, así como cuatro soldados especialistas armados con la granada de fusil VB (Viven-Bessières) y ocho granaderos/fusileros. Hasta 1918, los documentos regimentales franceses y las estadísticas de medallas otorgadas a los tiradores armados con la Chauchat demuestran que ellos tuvieron una gran contribución en el éxito de las nuevas tácticas de infantería. Estas se concentraban en la eliminación de los nidos de ametralladora enemigos mediante el ataque combinado de la ametralladora Chauchat y las granadas de fusil, siempre empleadas en un alcance de menos de 183 metros (200 yardas).

## Comparación de modelos
La Chauchat no se puede comparar con los subfusiles de la Primera Guerra Mundial, que eran menos potentes porque empleaban cartuchos de pistola en lugar de cartuchos de fusil. Los subfusiles italianos Villar-Perosa y Beretta M1918, los dos primeros subfusiles que surgieron en la Primera Guerra Mundial, empleaban el cartucho 9 mm Glisenti (una versión con potencia reducida del 9 x 19 Parabellum). El subfusil alemán Bergmann MP18, puesto en servicio en la primavera de 1918, empleaba el cartucho 9 x 19 Parabellum. En comparación con la Chauchat, estos primigenios subfusiles fueron empleados en cantidades relativamente pequeñas (miles, antes que cientos de miles) y tenían un alcance efectivo mucho más corto.
Al contrario de las ametralladoras enfriadas por aire o por agua (tales como la Hotchkiss M1914 y los diversos modelos alimentados mediante cinta derivados de la Maxim), la Chauchat no fue diseñada para abrir fuego defensivo continuo. El esperado efecto táctico de la Chauchat era aumentar el poder de fuego de la infantería durante el asalto. A pesar de sus limitaciones obvias, como el cartucho Lebel, cargadores con paredes perforadas y problemas de fiabilidad, la Chauchat fue un temprano precursor de la idea del fusil de asalto.

### Las ametralladoras Chauchat estadounidenses
Después de la entrada de los Estados Unidos en la Primera Guerra Mundial en abril de 1917, la Fuerza Expedicionaria Estadounidense (AEF) llegó a Francia sin armas automáticas y artillería. Tuvo que apelar al Ejército francés para comprar armamento. El General Pershing escogió la ametralladora media Hotchkiss M1914 y la ametralladora ligera Chauchat (llamada "fusil automático" por la AEF y apodada "Sho-Sho" por las tropas) para equipar a los soldados estadounidenses. Entre agosto de 1917 y el 11 de noviembre de 1918 (firma del Armisticio), la Gladiator suministró a la AEF 39 000 "fusiles automáticos" Chauchat de calibre 8 mm y, a fines de 1918, 18 000 Chauchat de calibre 7,62 mm.
El desempeño de la Chauchat M1918 de calibre 7,62 mm fue rápidamente considerado poco satisfactorio (siendo en parte el motivo de la mala reputación del arma): el problema común era que el extractor dejaba de funcionar tras unos cuantos disparos y se calentaba. Sobre la base de documentos de archivo y pruebas recientes, inclusive una prueba llevada a cabo en el Terreno de Pruebas de Aberdeen en julio de 1973, la adaptación de la Chauchat al cartucho .30-06 Springfield había sido comprometida por mediciones incorrectas en la recámara y una fabricación por debajo de sus especificaciones técnicas. Solamente pequeñas cantidades de ametralladoras Chauchat calibre 7,62 mm llegaron a la primera línea del frente, siendo inmediatamente desechadas por las tropas al considerarlas inútiles. Por lo tanto, las Chauchat calibre 8 mm continuaron siendo empleadas por la AEF. Los embarques del recientemente fabricado y muy superior fusil automático Browning (BAR) fueron distribuidos en cantidades limitadas y tarde, durante la Ofensiva de Meuse-Argonne (octubre de 1918). Casi el 75 % de las divisiones estadounidenses todavía estaban armadas con la Chauchat - en su versión francesa original M1915 - al momento del Armisticio del 11 de noviembre de 1918. También se halla bien documentado el hecho que el General Pershing fue reacio a emplear el BAR hasta que la victoria fuese confirmada, por temor a que cayera en manos de los alemanes y fuese copiado (Ayres, 1919). Sin embargo, otras fuentes afirman que la razón por la cual el BAR no fue muy empleado en combate se debió a que las primeras unidades equipadas con este no habían llegado hasta septiembre.
En el caso de los Marines, estos habían sido inicialmente armados con ametralladoras Lewis calibre 7,62 mm. Pero tuvieron que reemplazarlas por ametralladoras Chauchat tras su llegada a Francia (esto se debió a un viejo conflicto entre el inventor de la Lewis y el oficial al mando del Departamento de Pertrechos).
Siendo un hecho documentado por el veterano de la Primera Guerra Mundial Laurence Stallings (en su libro "The Doughboys", 1963) y por los Historiales de División estadounidenses, se les otorgó la Medalla de Honor a tres soldados estadounidenses que emplearon la Chauchat en 1918: Soldado Nels Wold (35.ª División, 138.º de Infantería), Soldado Frank Bart (2ª División, 9º de Infantería) y Soldado Thomas C. Neibaur (42.ª División de Infantería, 107.º de Infantería).

## Usuarios
- Francia
- Estados Unidos
- Bélgica: 6935
- Grecia: 3980
- Italia: 1729
- Polonia: 11 869 (Ejército Azul)
- Rumania: 7200
- Rusia: 5700
- Serbia: 3838

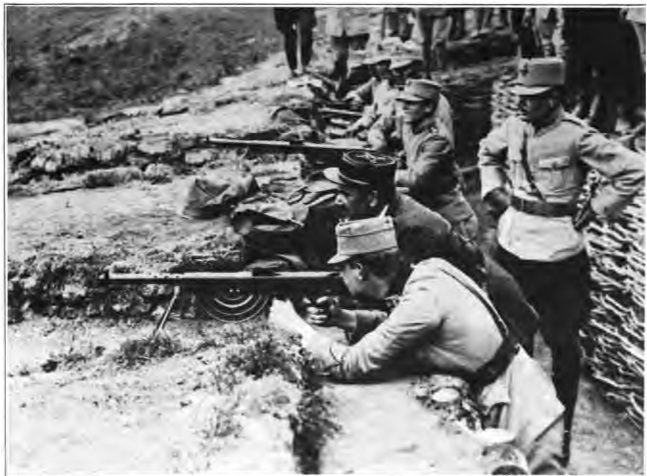
El Príncipe heredero Carlos de Rumania, disparando una Chauchat.

Una cierta cantidad de ametralladoras Chauchat capturadas por los alemanes fueron empleadas en las unidades de lanzallamas, ya que estos no tuvieron una ametralladora portátil hasta la introducción en servicio de la MG08/15 a inicios de 1917. La mayor parte de las Chauchat belgas fueron recalibradas para emplear el cartucho 7,65 x 54. Polonia recibió asistencia militar francesa después de la Primera Guerra Mundial, bajo la forma de una transferencia de armas entre las cuales figuraban más de 2000 ametralladoras Chauchat, que fueron empleadas durante la Guerra Polaco-Soviética. Después de esta guerra, Polonia compró más ametralladoras Chauchat y llegó a tener un total de 11 869, pasando a ser la ametralladora ligera estándar polaca en la década de 1920. Según algunas publicaciones, un pequeño número de estas fueron modificadas para emplear el cartucho 7,92 x 57 Mauser, pero no se sabe a ciencia cierta si así fue. 
Entre 1936-1937, 8650 ametralladoras fueron vendidas a España Republicana.El barco que las transportaba fue interceptado en el puerto y acabaron sirviendo en el ejército nacional. Durante la Guerra de Invierno entre Finlandia y la Unión Soviética, más de 5000 ametralladoras Chauchat fueron donadas a Finlandia para cubrir su falta de armas automáticas. Durante la Guerra de Vietnam, se reportó la captura de algunos ejemplares de la Chauchat.

## El reemplazo: La Châtellerault M29
Al término de la Primera Guerra Mundial, los militares franceses decidieron reemplazar urgentemente a la Chauchat con una ametralladora más fiable. La nueva ametralladora ligera fue desarrollada por la "Manufacture d'Armes de Châtellerault" a inicios de la década de 1920, culminando en la adopción de la F.M Mle 1924. La nueva ametralladora ligera (fusil-mitrailleur en francés) fue diseñada por el teniente coronel Reibel y el director Chosse, siendo accionada por los gases del disparo como el fusil automático Browning (BAR) e inspirada del mecanismo de este. El venerable cartucho 8 mm Lebel, que fue uno de los mayores defectos de la Chauchat, fue descartado en favor de un cartucho sin pestaña calibre 7,5 mm, que era parecido a un cartucho 7,92 x 57 Mauser con el casquillo acortado. La F.M. Mle 1924 tenía un bípode, la culata alineada con el cañón, un pistolete, un cargador recto de 25 cartuchos insertado en la parte superior del cajón de mecanismos y un cerrojo que se quedaba abierto tras disparar el último cartucho. Todas sus aberturas estaban muy bien protegidas contra el lodo y el polvo. Su cadencia era de 450 disparos/minuto. Fue modificada en 1929 para emplear un cartucho calibre 7,5 mm con el casquillo ligeramente más corto, para que no sea alimentada por error con un cartucho 7,92 x 57 Mauser o un cartucho suizo calibre 7,5 mm. La nueva arma y su moderna munición sin pestaña finalmente corrigieron todos los problemas asociados con la Chauchat. La fiable y apreciada FM (Fusil-Mitrailleur) Mle 1924 fue producida en grandes cantidades (187 000) y ampliamente utilizada por el Ejército francés hasta finales de la década de 1950.